# Protée (Q16)
Pour les articles homonymes, voir Protée.
Le Protée (numéro de coque Q16) était un des premiers sous-marins construits pour la marine française au début du XXe siècle. Le sous-marin était du type Romazzotti, et faisait partie de la classe Naïade. Le Protée est resté en service jusqu’à la veille du déclenchement de la Première Guerre mondiale.

## Conception
Le Protée a été commandée par la Marine nationale française dans le cadre de son programme de construction de 1900, appartenant à une classe de vingt sous-marins. Il a été conçu par Gaston Romazzotti, un des premiers ingénieurs sous-marins français et le directeur de l’arsenal de Cherbourg. Il était à simple coque, à double propulsion, et construit en bronze Roma, un alliage de cuivre conçu par Romazzotti. Le Protée a été nommé d’après Protée, une divinité marine de la mythologie grecque.

## Historique
Le Protée est construit à Cherbourg, où il est mis sur cale le 3 avril 1901 et lancé le 8 octobre 1903. Il entre en service le 12 avril 1904. Il est affecté à la défense des rades et mouillages de l'Indochine du Sud. Avec le Lynx, il est embarqué sur le transport Foudre qui l’achemine de Cherbourg à Saïgon entre le 22 avril et le 15 mai 1904. Lui et ses sister-ships étaient dépassés au cours de la décennie suivante. Condamné le 27 mars 1914, il est désarmé et rayé de la liste de la flotte le 21 mai 1914, puis vendu à Saïgon le 3 mars 1920 pour la ferraille.

## Commandants
- 16 septembre 1905 : lieutenant de vaisseau Lucien Ancelin
- 1er juin 1907 : lieutenant de vaisseau Eugène Morris
- 8 janvier 1908 : lieutenant de vaisseau Jean Vinsot
- 1er mars 1911 : lieutenant de vaisseau François Boluix, commandant le groupe de sous-marins en réserve (Protée, Perle, Esturgeon, Lynx)[3]